# Comuna de Nowa Dęba
Nowa Dęba (polaco: Gmina Nowa Dęba) é uma gminy (comuna) na Polónia, na voivodia de Subcarpácia e no condado de Tarnobrzeski. A sede do condado é a cidade de Nowa Dęba.
De acordo com os censos de 2005, a comuna tem 19 189 habitantes, com uma densidade 134,6 hab/km².

## Área
Estende-se por uma área de 142,52 km², incluindo:
- área agricola: 35%
- área florestal: 46%

## Demografia
Dados de 30 de Junho 2004:
|                      | Total   | Total | Mulheres | Mulheres | Homens  | Homens |
| -------------------- | ------- | ----- | -------- | -------- | ------- | ------ |
|                      | pessoas | %     | pessoas  | %        | pessoas | %      |
| População            | 18 451  | 100   | 9468     | 51,3     | 8983    | 48,7   |
| Densidade (pop./km²) | 129,5   | 100   | 66,4     | 66,4     | 63      | 63     |

De acordo com dados de 2002, o rendimento médio per capita ascendia a 1309,19 zł.

## Subdivisões
- Alfredówka, Chmielów, Cygany, Jadachy, Rozalin, Tarnowska Wola.

## Comunas vizinhas
- Baranów Sandomierski, Bojanów, Grębów, Majdan Królewski, Tarnobrzeg